# Michael Richard Clifford
Michael Richard Clifford (13. října 1952 San Bernardino, Kalifornie – 28. prosince 2021) byl americký vojenský pilot, důstojník a kosmonaut. Ve vesmíru byl třikrát.

## Život

### Studium a zaměstnání
Absolvoval do roku 1974 vojenskou akademii ve West Pointu a zůstal v armádě. Později vystudoval obor leteckokosmického inženýrství na Georgia Institute of Technology, studium ukončil v roce 1982.
V letech 1990 až 1997 byl členem jednotky kosmonautů v NASA. Pak byl zaměstnán u společnosti Boeing.
Oženil se, s manželkou Nancy, rozenou Brunsonovou, měl dvě děti.
Měl přezdívku Rich.

### Lety do vesmíru
Na oběžnou dráhu se v raketoplánech dostal třikrát vždy s funkcí letový specialista a strávil ve vesmíru 27 dní, 18 hodin a 24 minut. Byl 284 člověkem ve vesmíru. Při své poslední misi absolvoval i jeden výstup do volného vesmíru (EVA) v délce 6 hodin.
- STS-53 Discovery (2. prosince 1992 – 9. prosince 1992)
- STS-59 Endeavour (9. dubna 1994 – 20. dubna 1994),
- STS-76 Atlantis (22. března 1996 – 31. března 1996)